# 宁国军节度使
宁国军节度使，中国唐代方镇名。

## 大記事
758年，设立宣歙饶团练使，下辖宣州、歙州、饶州，治所在宣州。
759年，废入浙西观察使。
760年，恢复。
766年，设立宣歙池都团练守捉观察处置使，兼采石军使，下辖宣州、歙州、池州，治所在宣州。
779年，改为宣歙团练使。
811年，罢采石军使。
892年（景福元年），升宣歙团练使置宁国军节度使，治所宣州宣城县（今安徽省宣城市）。
903年（天复三年）废为宣州都团练观察使。
905年，歙州归歙婺衢睦四州都团练观察处置使。
915年，宣州都团练观察使被废除，宣州、池州、歙州并入镇海军节度使。
919年，复置宁国军节度使，北宋初废。

## 歷任
- 李行穆（758年）
- 郑炅之（759年—761年）
- 殷日用（765年）
- 陈少游（766年—770年）
- 崔昭（770年—776年）
- 薛邕（776年—779年）
- 王沔（780年）
- 刘赞（787年—796年）
- 崔衍（796年—805年）
- 穆赞（805年）
- 路应（805年—809年）
- 卢垣（809年—810年）
- 房式（810年—812年）
- 范传正（812年—816年）
- 王遂（816年—818年）
- 窦易直（818年—819年）
- 元锡（819年—820年）
- 令狐楚（820年）
- 元锡（820年—821年）
- 许季同（约822年、823年）
- 崔群（823年—827年）
- 于敖（827年—830年）
- 沈传师（830年—833年）
- 裴谊（833年）
- 陆亘（833年—834年）
- 王质（834年—836年）
- 崔郸（837年—839年）
- 崔龟从（839年—844年）
- 韦温（844年—845年）
- 高元裕（845年—847年）
- 裴休（848年—849年）
- 裴谂（849年—851年）
- 孔温业（851年—854年）
- 崔玙（854年—856年）
- 郑薰（856年—858年）
- 温璋（858年—861年）
- 崔準（861年—862年）
- 崔瑄（863年—864年）
- 杜宣猷（865年—866年）
- 杨收（866年—867年）
- 李当（867年—868年）
- 裴璩（868年—869年）
- 赵骘（870年）
- 李璋（872年—873年）
- 崔寓（873年—877年）
- 王凝（877年—878年）
- 崔玹（878年—879年）
- 裴虔余（880年—882年）
- 窦谲（882年）
- 秦彦（882年—887年）
- 陈珮（887年，未任）
- 赵鍠（887年—889年）
- 周进思（889年，自立）
- 杨行密（889年—892年）
- 田頵（892年—903年）
- 李神福（903年—904年）
- 杨渥（904年—905年）
- 王茂章（905年—906年）
- 李遇（906年—912年）
- 王景仁（即王茂章，907年—914年，遥领）
- 王坛（912年—915年）
- 徐温（919年—927年）
- 钱传璟（919年—923年，遥领）
- 徐知询（927年—929年）
- 乌震（927年，遥领）
- 杨汉章（928年，遥领）
- 徐知诰（929年—936年）
- 陈璋（930年—931年，留后）
- 安从进（930年—931年，遥领）
- 钱元玑（933年，遥领）
- 徐景通（933年—936年，副大使）
- 安彦威（933年，遥领）
- 朱洪实（933年，遥领）
- 宋审虔（936年，遥领）
- 卢文进（937年—938年）
- 徐玠（938年—940年）
- 仰仁诠（939年—941年，遥领）
- 徐知证（940年—947年）
- 阚璠（945年，遥领）
- 周宗（947年—950年）
- 李弘冀（950年—958年）
- 吴延福（954年—960年，遥领）
- 朱匡业（959年—962年）
- 林仁肇（962年—964年）
- 朱匡业（965年—966年）
- 陈谦（967年）
- 李从镒（968年—975年）
- 卢绛（975年）